# Guillaume Bosca
Guillaume Bosca, né le 23 octobre 1989 à Marseille en France, est un footballeur français qui évolue au poste d'ailier droit au Marignane-Gignac-Côte Bleue Football Club.

## Biographie

### Débuts en championnat amateur (2010-2019)
Guillaume Bosca commence sa carrière senior au sein du FC Martigues son club formateur. N'entrant pas dans les plans, de l'équipe première il quitte le club en 2011 en signant au Marignane-Gignac-Côte Bleue Football Club évoluant en Nationale 2. En juillet 2019, il signe en faveur de l'US Dunkerque jouant en Nationale 1 .

### Découverte du monde professionnel (depuis 2019)
Guillaume Bosca participe alors à l'accession du club nordiste en Ligue 2 et découvre le monde professionnel lors de la saison 2020-2021. 
Le 1er juillet 2021, il signe au Red Star FC . Une saison plus tard, il retourne dans le club qui l'a mise en lumière, le Marignane GCB. 